# Huberta Wolf
Huberta Wolf (2 febbraio 1963) è un'ex sciatrice alpina austriaca.

## Biografia
Discesista pura originaria di Ischgl, la Wolf ottenne due piazzamenti in Coppa del Mondo, il 7 dicembre 1982 a Val-d'Isère (11ª) e il 21 gennaio 1984 a Verbier (13ª); non prese parte a rassegne olimpiche né ottenne piazzamenti ai Campionati mondiali.

## Palmarès

### Coppa del Mondo
- Miglior piazzamento in classifica generale: 66ª nel 1983

### Campionati austriaci
- 2 medaglie[1]:
  - 1 oro (discesa libera nel 1981)
  - 1 bronzo (discesa libera nel 1982)